# Coelogyne corymbosa
Coelogyne corymbosa é uma espécie de orquídea epífita, família Orchidaceae, originária de área que vai do Nepal até Yunnan, China.